# Eliminadores de metadatos
Los eliminadores de metadatos son un tipo de software de privacidad construidos para proteger la privacidad de sus usuarios al eliminar metadatos que potencialmente comprometen la privacidad de los archivos antes de que se compartan con otros, por ejemplo, al enviarlos como archivos adjuntos de correo electrónico o al publicarlos en la web.
Los metadatos se pueden encontrar en muchos tipos de archivos tales como documentos, hojas de cálculo, presentaciones, imágenes, audios y videos. Estos pueden incluir información tales como detalles sobre los autores de los archivos, la creación del archivo y las fechas de modificación, ubicación, el historial de revisiones del documento, imágenes en miniatura y comentarios.
Ya que los metadatos a menudo no son claramente visibles en las aplicaciones de autoría (dependiendo de la aplicación y de sus configuraciones), existe el riesgo de que el usuario no se dará cuenta de su existencia o se olvidará de ello y, si se comparte el archivo, la información privada o confidencial se expondrá inadvertidamente.  El objetivo de los eliminadores de metadatos es de minimizar el riesgo de esta filtración de datos.
Los eliminadores de metadatos que existen actualmente se pueden dividir en cuatro grupos:
- Las herramientas integrales de eliminación de metadatos: que están incluidos en algunas aplicaciones como Document Inspector en Microsoft Office
- Las herramientas de eliminación de metadatos por lotes: que pueden procesar muchos archivos al mismo tiempo
- Complementos de cliente de correo electrónicos: que están diseñados para eliminar los metadatos de los archivos adjuntos de correo electrónico justo antes de ser enviados
- Sistemas basados en servidores: que están diseñados para eliminar automáticamente los metadatos de los archivos salientes en la puerta de enlace de red